# ウィリアム・クランストン (第7代クランストン卿)
第7代クランストン卿ウィリアム・クランストン（英語: William Cranstoun, 7th Lord Cranstoun、1749年9月3日 – 1778年7月30日）は、スコットランド貴族。

## 生涯
第6代クランストン卿ジェームズ・クランストンとソフィア・ブラウン（Sophia Brown、1779年10月26日没、ジェレミア・ブラウンの娘）の息子として、1749年9月3日にクレイリングで生まれた。
1773年7月8日に父が死去すると、クランストン卿の爵位を継承した。
1778年7月30日に死去、8月6日にウェストミンスター寺院に埋葬された。生涯未婚だったため、弟ジェームズが爵位を継承した。